# Kot w butach

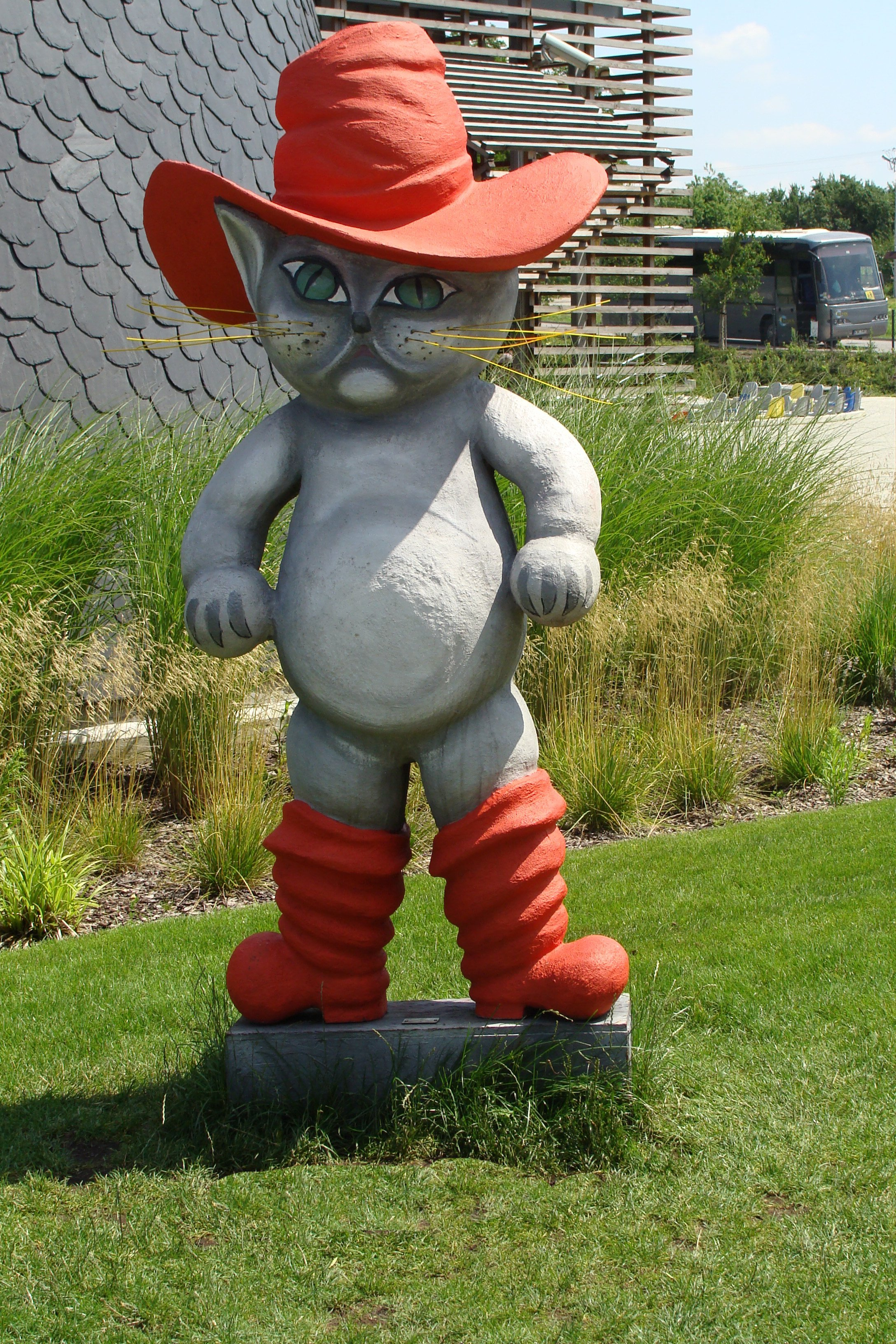
Kot w butach przed Europejskim Centrum Bajki w Pacanowie

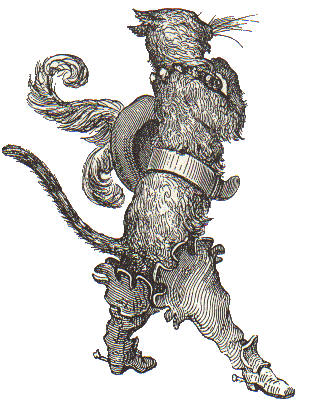
Ilustracja Kota w butach autorstwa Gustave’a Doré

Kot w butach – europejska baśń ludowa o włoskich korzeniach. Bohaterem tytułowym jest kot, który przy pomocy wybiegów i podstępów doprowadza do ślubu swego pana z królewną.
Najstarsza znana wersja tej baśni została zapisana i wydana w XVI wieku przez Giovanniego Francesca Straparolę w Le piacevoli notti. Inną wersję opublikował Giambattista Basile w 1634 roku.
Najbardziej znana współcześnie wersja opublikowana została przez Charles’a Perraulta w roku 1697 w zbiorze Histoires ou contes du temps passé. 
Baśń pojawiła się też w pierwszym wydaniu baśni braci Grimm 1812 pod numerem 33. Ze względu na zbyt duże podobieństwo do baśni francuskiej została jednak pominięta w kolejnych wydaniach.
W klasyfikacji Aarnego-Thompsona-Uthera wątek ten oznaczony został jako ATU 545.

## Treść
Po śmierci młynarza synowie dzielą między siebie majątek. Najmłodszy dostaje tylko kota, który jednak obiecuje, że zapewni swemu panu poprawę losu, jeśli dostanie buty oraz worek.
Kot podstępem chwyta do worka króliki i przepiórki, które zabiera na dwór królewski i ofiarowuje je władcy jako podarunek od swego pana. Przedstawia go jednak nie jako ubogiego chłopaka, lecz Markiza de Carabas. Król przyjmuje podarek z radością.
Wkrótce potem Kot dowiaduje się, że król i jego piękna córka będą podróżować karetą wzdłuż rzeki. Kot namawia młynarczyka, by w tym czasie wziął kąpiel w rzece. Kiedy królewski orszak zbliża się, Kot ukradkiem chowa odzież młynarczyka, po czym biegnie błagać o pomoc króla: jego pan, „Markiz”, topi się w rzece. Młynarczyk zostaje „wyratowany”, a brak jego ubrania Kot tłumaczy „kradzieżą” rabusiów. Młynarczyk, odziany w piękne stroje, odjeżdża królewskim powozem.
Kot w Butach wyprzedza monarszy orszak i dociera na ziemie rządzone przez olbrzyma-ludożercę (fr. ogre). Grozi napotkanym ludziom poszatkowaniem, jeśli nie będą mówić, że okolica należy do Markiza de Carabas. Jadąc przez ziemie olbrzyma, król wypytuje, do kogo one należą. Za każdym razem wieśniacy odpowiadają, że do Markiza. Król jest pod wielkim wrażeniem potęgi „Markiza”.
Tymczasem Kot w Butach dociera do zamku olbrzyma. Kłamstwami i pochlebstwami namawia go, by popisał się przed nim swoimi magicznymi zdolnościami. Gdy w pewnym momencie ogr zamienia się w mysz, Kot rzuca się na niego i go zjada. Gdy orszak dociera do zamku, Kot wita króla w imieniu swojego pana. Król wydaje swoją córkę za młynarczyka, a kot zostaje wielkim panem.
Baśń Perraulta kończy się dwoma wierszowanymi morałami. Według pierwszego spryt i zręczność pozwalają osiągnąć więcej niż odziedziczony spadek, drugi natomiast uzasadnia prędkie zakochanie się królewny w młynarczyku urodą i pięknym strojem młodzieńca.

### Warianty baśni
- Zarówno w baśni Straparoli, jak i Basilego zamiast kota występuje kotka. Nie nosi ona butów.
- W wersji Straparoli nie ma ogra; kotka zajmuje zamek należący do szlachcica, który umarł w podróży.
- U Basilego kotka finguje swoją śmierć, by sprawdzić, czy jej pan dotrzyma obietnicy i zapewni jej świetny pogrzeb, on jednak wyrzuca ją na śmietnik. Kotka zarzuca mu niewdzięczność i odchodzi.
- Podobnie jak wiele innych baśni, Kot w butach miał od XIX wieku liczne adaptacje przeznaczone dla dzieci. Najstarszym tekstem polskim jest Baśń o księciu na Gołoszyszkach Gołopiętskim i jego kocie z Bajarza polskiego Antoniego Józefa Glińskiego (1852)[8].
- W adaptacji Ewy Szelburg-Zarembiny, wydanej po raz pierwszy w 1954 roku, młynarczyk odmawia udziału w oszustwie i wyznaje królowi i królewnie, kim naprawdę jest. Nie chce też przejmować majątku złego czarownika i wyzyskiwać chłopów[9].

## Adaptacje
- W 1797 niemiecki pisarz Ludwig Tieck opublikował Der gestiefelte Kater, satyrę opartą na baśni. Ta udramatyzowana baśń ze względu na pionierski i wizjonerski sposób jej napisania przez Tiecka, odegrała istotną rolę w rozwoju późniejszego teatru, a także romantyzmu. Zjawisko, jakie wynikało ze sztuki Tiecka, Friedrich Schlegel nazwał ironią romantyczną. Zob. więcej w art. o autorze.
- Rosyjski kompozytor Cezar Cui skomponował w 1913 r. krótką operę dla dzieci pod tym samym tytułem. Jego Kot w sapogach został wystawiony w Rzymie po raz pierwszy w 1915 r.
- W 1966 roku ukazał się wierszowany dramat muzyczny Jana Brzechwy, który był realizowany również w formie słuchowiska radiowego[10].

## Adaptacje filmowe
- Puss in Boots - czarno-biały niemy film Walta Disneya z 1922 roku[11]
- Kot w butach – japoński film anime z 1969 roku
- Festiwal bajek (Kot w butach – odcinek 10) – amerykański serial animowany z 1972 roku
- Baśnie braci Grimm: Seria I  (Kot w butach część 1 i 2 – odcinki 7 i 8) – japoński serial animowany z 1987 roku
- Kapitan Czytalski (Kapitan Czytalski przedstawia bajkę o kocie w butach / Czytalski i bajka o kocie w butach – odcinek 4) – amerykański serial animowany (1985–1992)
- Kot w butach – japoński serial animowany z 1991 roku
- Ponadczasowe Opowieści z Hallmarku (Wiecznie ciekawe bajki) (Kot w butach – odcinek 7) – amerykański serial animowany z 1991 roku
- Skarbczyk najpiękniejszych bajek (Kot w butach – odcinek 4) – japoński serial animowany z 1995 roku
- Baśnie Braci Grimm: Simsala Grimm: Seria I (Kot w butach – odcinek 12) – niemiecki serial animowany z 1999 roku
- Kot w butach – niemiecki film familijny z 2009 roku, należący do cyklu filmów telewizyjnych Najpiękniejsze baśnie braci Grimm
- Kot w butach - film 3D wytwórni Dreamworks z 2011 roku
- Kot w butach: Ostatnie życzenie - film 3D z 2023 roku, sequel Kota w butach